# Ескі-Кермен

Головні ворота Ескі-Кермен.

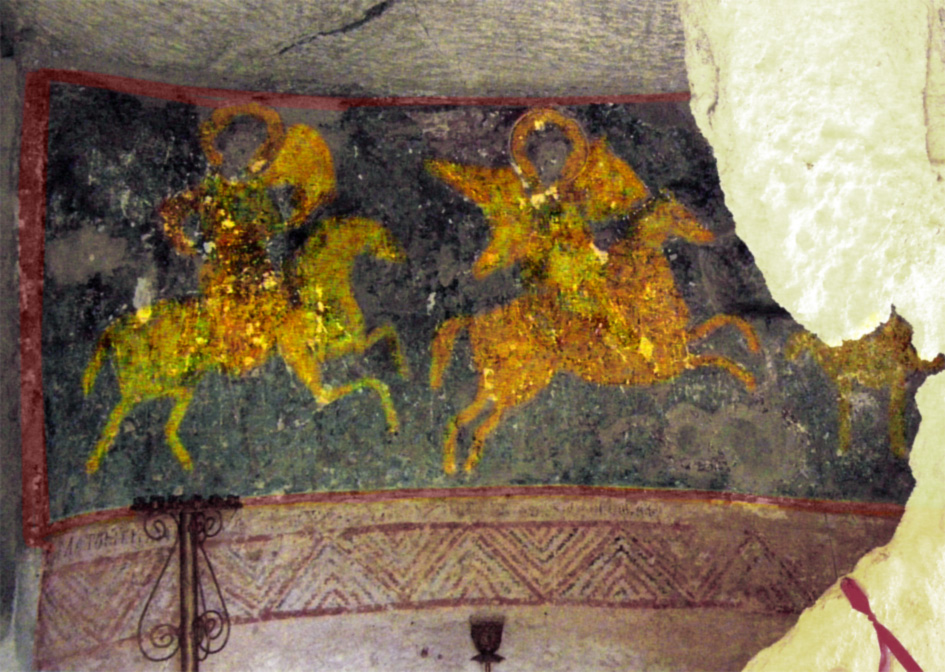
Розпис у храмі Трьох Вершників. Надпис під фрескою: «Висічені і написані святі мученики Христові для спасіння душі і відпущення гріхів»

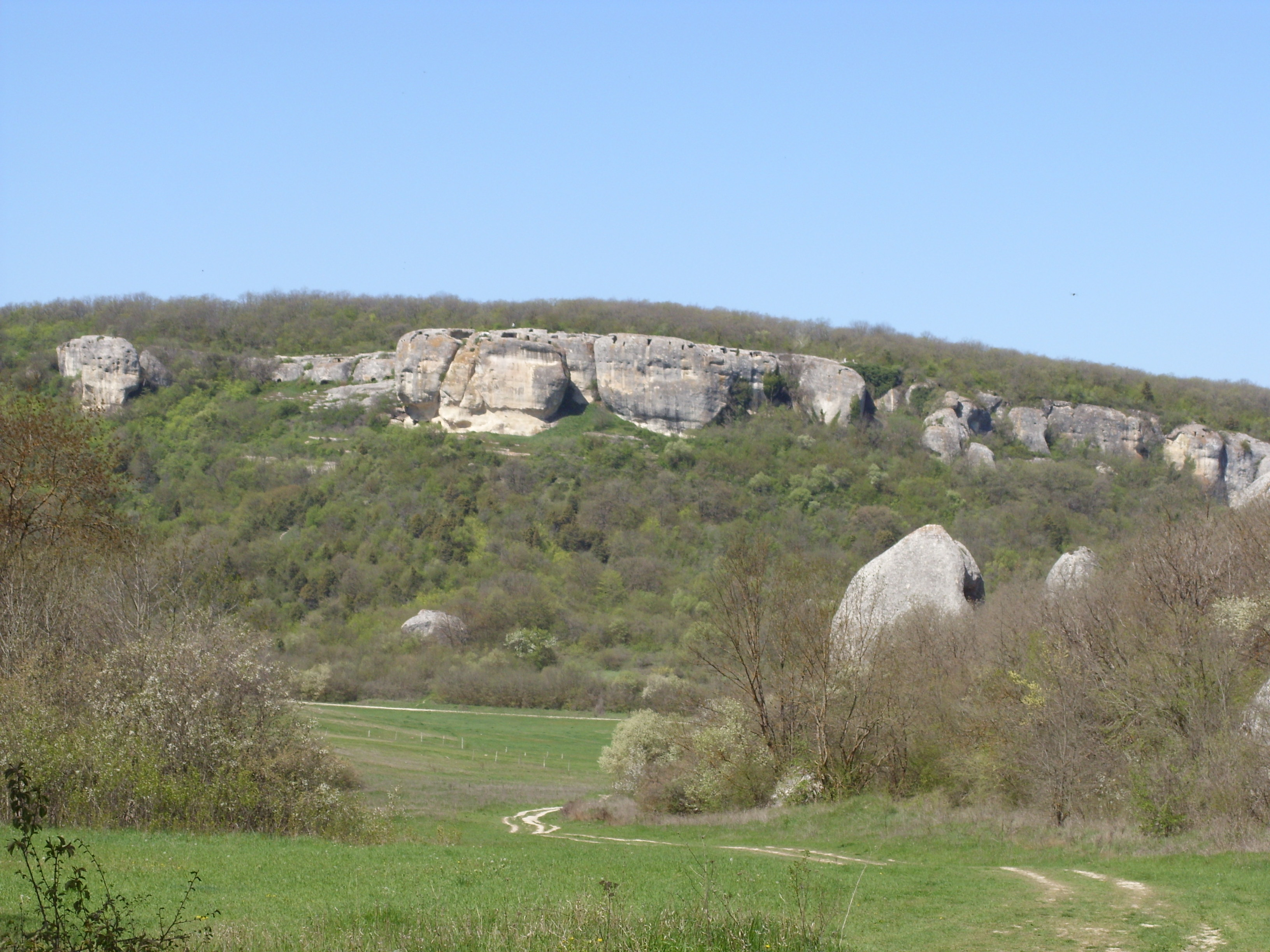
Ескі-Кермен.

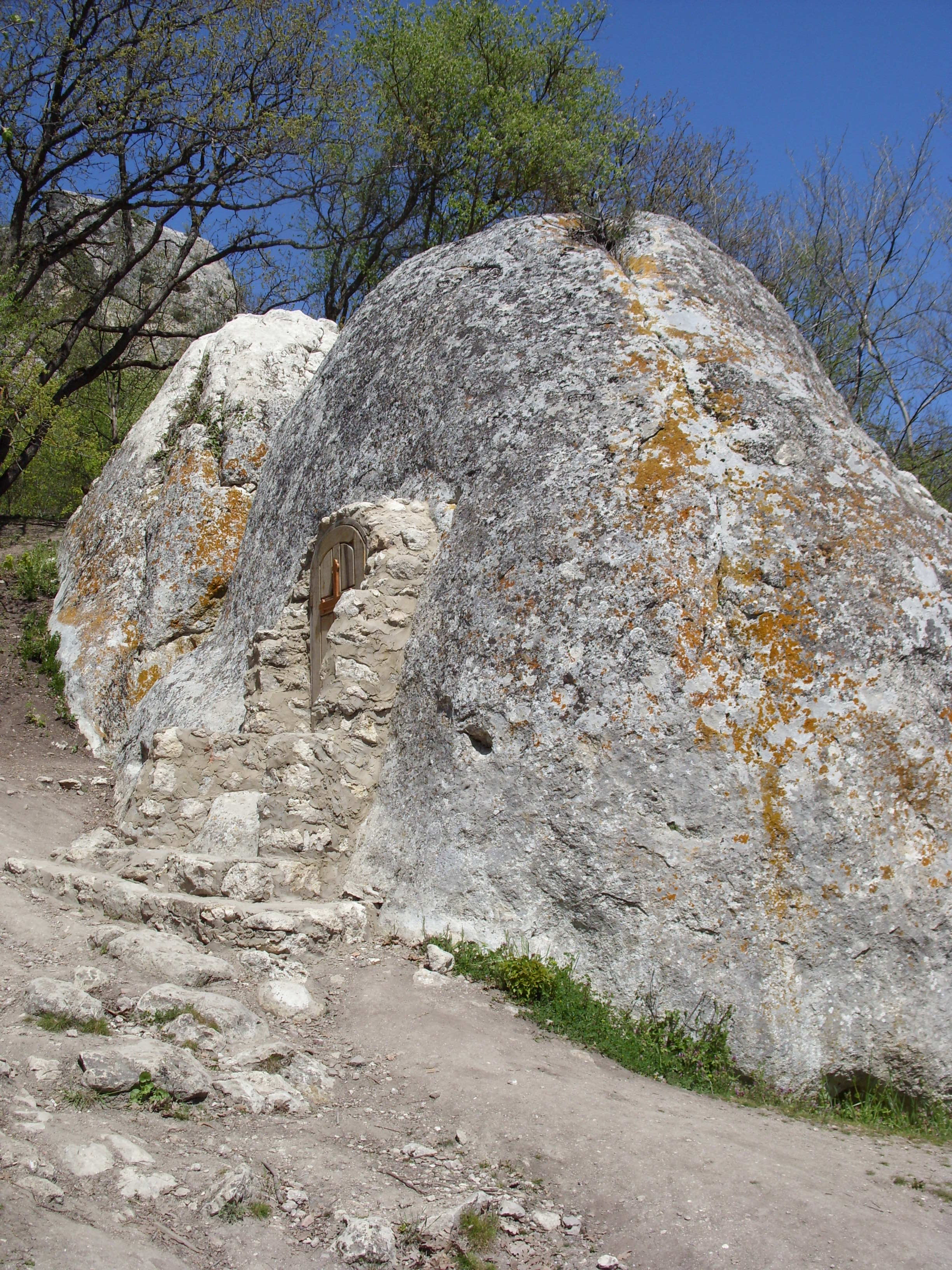
Ескі-Кермен. Храм Трьох Вершників, 13 ст.

Печерний храм "Судилище". Ескі-Кермен.

Ескі-Кермен (кримськотатар. Eski Kermen) — середньовічне місто-фортеця у південно-західній частині Кримського півострова. Ойконім перекладається з кримськотатар. мови як «стара фортеця». Проте нині вже відома і справжня назва городища — "Кут" (пізніше "Кут-Елі"), що перекладається як "Місто готів" ("Готська фортеця"). На думку дослідників, цей ойконім свідчить про те, що на рубежі Античності та Середньовіччя в околицях городища мешкали готські воїни (союзники Візантійської імперії) та члени їхніх родин. 
Городище Ескі-Кермен перебуває у Внутрішнїй гряді Кримських гір, на витягнутому з півночі на південь столоподібному гірському плато близько 1000 м завдовжки, та до 170 м завширшки, обмеженому урвищами 20-30 м висоти. Висота городища над рівнем моря — до 400 м. Територія міста займала площу 8,5 га. Ескі-Кермен розташований за 12 км на південь від Бахчисараю та за 5 км на північний захід від руїн середньовічного міста Мангуп-Кале. Маршрути до нього йдуть від сіл Холмівка, Залісне, Тернівка, Красний Мак, до яких можна дістатися рейсовим автобусом з Бахчисараю. Наразі Ескі-Кермен є одним з найвідвідуваніших (після Чуфут-Кале) так званих «печерних міст» Криму.

## Назва
З XVI ст. місцевість північніше Ескі-Кермена називалася Черкес-Кермен — за назвою селища, розташованого неподалік. "Старою фортецею" городище було вперше названо у 1578 р. Польський дипломат Мартін Броневський під час перебування на півострові зазначив у своїх подорожніх нотатках, що «ані турки, ані татари, ані навіть самі греки» не знають достеменної назви порослого лісом зруйнованого укріплення. Натомість, первісна назва фортеці відома з листа хозарського царя Йосифа Хасдаї-ібн-Шапруту у X ст. — "Кут", — та була записана Ш. Монтандоном у процесі спілкування з місцевими жителями на початку XIX ст. — "Кут-Елі". Дослівно ойконім перекладається як "Місцевість (місто / укріплення), населена готами", а точніше, "Готська фортеця".

## Історія
Поселення було збудоване в середині — другій половині VI ст., до вторгнення тюрків до володінь Візантії в Криму як укріплення для аланів і готів, що мешкали у прилеглих околицях і були федератами (союзниками) Візантійської імперії, та осередок торгівлі, ремесла й сільського господарства. Призначенням укріплення також міг бути захист шляхів до тодішнього форпосту імперії, головного політичного, економічного, релігійного центру та найбільшого порту південно-західного Криму — Херсонеса Таврійського: за припущеннями Є. В. Веймарна, головний суходільний шлях до нього від Північного Причорномор'я та степової частини Криму пролягав ще за античних часів, і поселення на пласкій верхівці гори спочатку виникло як природній притулок або як один з пунктів нічних зупинок караванів. У подальшому він був перетворений на потужне укріплення, можливо, за допомогою Візантії. Втім, деякі будівельні прийоми, використані під час створення системи оборони, притаманні не візантійським, а характерним місцевим традиціям, наявним у давніх спорудах таврів. Відтак поєднання цих традицій з прийомами візантійської фортифікації може свідчити про спільність інтересів місцевого населення та Візантії в обороні від кочовиків. Від свого початку історія міста на плато Ескі-Кермен була тісно пов'язана з Херсонесом: зокрема, сюди постійно ввозилися вироби херсонеських ремісників — наприклад, будівельна кераміка.
У VI—VII ст. Ескі-Кермен був міцною оборонною фортецею, здатною протистояти суперникові, що мав усю потугу тогочасної військової техніки. Також він був важливим політичним, військовим і адміністративно-економічним осередком у південно-західному Криму за часів панування готів, Хозарського каганату та Візантійської імперії. У 787 р. місто було захоплене хозарами, що зруйнували стіни й вежі цитаделі, яка після цього втратила своє оборонне значення. За припущеннями, Ескі-Кермен був одним з осередків придушеного хозарами повстання під проводом єпископа Іоана Готського.
Імовірно, Ескі-Кермен перебував під владою хозарів з кінця VIII до середини IX ст. і становив собою малолюдний відкритий населений пункт на візантійсько-хозарському прикордонні. Тогочасна історія міста маловідома. З середини X ст., після вигнання хозарів з південно-західного Криму та його входження до складу феми (військово-адміністративного округу) Кліматів з осередком у Херсонесі, починається поступове розростання міста і зростання його значення. Тогочасні написи виконані вже не готською, а грецькою мовою.
Найбільший розквіт припадав на XII та XIII ст., коли місто увійшло до князівства Феодоро, кількість його мешканців сягнула 2500-3000 осіб. На той час Ескі-Кермен був повноцінним середньовічним містом.
На території міста перебував правлячий єпископ місцевості, про що свідчать залишки кафедри у храмі біля центральних воріт. У XI ст. була відбудована базиліка розмірами 24×13 м в центральній частині плато, споруджена (на думку Ф.І Шмідта — будівничими з Сирії) без підвалин, просто на скелі, не раніше VIII ст. поруч із торгівельною площею і, ймовірно, зруйнована, хозарами наприкінці VIII ст. До базиліки від головної брами вела вирубана у скелі головна вулиця завширшки до 4,8 м; загалом до центру сходилися всі вулиці міста. Існування базиліки також підводить до припущення, що Ескі-Кермен і був містом Дорос — першою столицею Кримської Готії та осередком Готської єпархії, що невдовзі були перенесені на Мангуп. Вважається, що базиліка спочатку мала одну апсиду, а з кінця XI ст. їх стало три; у XIII—XIV ст. до північної стіни було прибудовано каплицю, стіни якої були розписані фресками, а довкола розташовувалися гробниці та усипальні.
Ескі-Кермен був великим осередком ремесла й торгівлі, проте основою його економіки було сільське господарство — виноградарство, городництво, садівництво. В околицях міста були знайдені залишки зрошувальної системи, сліди терасованих ділянок зі здичавілими виноградними лозами, які роками вивчали співробітники Кримського сільськогосподарського інституту, прагнучи відновити столітні сорти винограду; деякі з них вже використовуються в якості селекційного матеріалу для виведення нових сортів.
Остаточно місто було зруйноване в 1299 р. військами монголів під проводом золотоординського беклярбека Ногая, після чого вже не змогло до кінця відновити своє колишнє значення. За переказами, набіг був помстою чиновника за вбитого в Криму нащадка, що прибув на півострів збирати данину. Вважається, що саме тоді всі досліджені садиби міста загинули у вогні, а саме місто остаточно знелюдніло; за іншою гіпотезою, останні мешканці залишили згарища в XV ст. У 1347 р. містом прокотилася епідемія чуми. Наприкінці XIV ст. монгольська армія під проводом темника Золотої Орди Едігея знищила відбудовані укріплення й остаточно розорила місто, яке після цього вже не відновлювалося. В його околицях, між Киз-Куле та північним завершенням Ескі-Кермена, залишилося невелике поселення Черкес-Кермен (у 1944 р. перейменоване на Кріпке), яке проіснувало з пізньоантичного періоду до 1977 р.

## Особливості розташування та архітектури
Побутує хибна думка, що мешканці Ескі-Кермена масово жили в печерах (однак не виключено, що деякі з них були пристосовані під житло). У місті споруджувалися кам'яні двоповерхові садиби площею у 150—200 м² з черепичними дахами та високими кам'яними парканами; перший поверх будувався з каменю і призначався для господарчих потреб, а на другому, спорудженому з дерева, були помешкання. За підрахунками, кількість садиб становила близько 600. Південна частина плато до кінця XII ст. була забудована прямокутними кварталами з 1-4 садиб, поділеними вулицями близько 2 м завширшки; квартали розташовувались обабіч головної та паралельної до неї вулиць, між кварталами під прямим кутом до головної вулиці йшли вужчі провулки.
З пологого південно-західного боку до головної брами, пробитої в масиві скелі, вів кам'янистий колісний шлях майже 2,5 м завширшки. Від дороги збереглися три марші. На повороті до брами в дорозі було влаштовано своєрідний контрольний пункт — виступаючу прямокутну брилу, переїхати через яку можна було лише спеціальними містками з дозволу варти. У давнину безпосередньо над брамою височіло камінне склепіння. Зі східного, західного та північного боків пролягали пішохідні стежки з «хвіртками» — вузькими щілинами у скелях. Масив гори складений нумулітовими вапняками: завдяки цій особливості та під впливом вод давнього моря вздовж урвища Ескі-Кермена утворилася безліч окремих скель, що відійшли від основного плато. Творці штучних печер використали це явище природи й вирубали по схилах цих скель бойові каземати, притаманні лише цій фортеці; згодом ці печерні комплекси використовувалися в господарських, житлових і культових цілях. Головний хід до цитаделі пролягав шляхом, прорубаним у скельному масиві, з кількома поворотами вздовж комплексу печерних казематів. Останні становили собою камери-бійниці, що підіймалися над дорогою й забезпечували військовий контроль над шляхом. Біля головних воріт розташований печерний храм склепінчастої форми, колони якого забезпечують функцію підтримання покрівлі.
Східним боком плато Ескі-Кермена пролягає балка Текме-Таш («Поставлений камінь»). З вузької північної ущелини східною балкою пролягав давній шлях до південної околиці міста. На захід від городища розташована балка Джурла («Стрімка»); над нею паралельно до Ескі-Кермена тягнеться узвишшя Тапшан. На півночі плато закінчується гострим мисом Киз-Куле-Бурун, де у XIV-XV ст. була розташована фортеця, від якої після пожежі збереглася лише брамна вежа, що дістала назву Киз-Куле (Дівоча вежа). Попереду неї був неглибокий рівчак, який переїздили перекидним мостом, до якого з півдня вела дорога, вирубана, як і рівчак, у скелі. За периметром плато у вапняковому масиві були споруджені численні фортифікаційні камери, які доповнювалися на окремих ділянках фортечними мурами. Більшість військових казематів мали вхідну частину, вирубані бійниці для стрільби та вивалу каміння; підтримувалися масивним опорним стовпом у центрі камери. Деякі з них поєднувалися один з одним спорудженими в скелі підземними ходами або поверхневими сходами. Обік кожного фортифікаційного вузла розташовувалися зернові ями, так само вирубані в гірському масиві. Після руйнування укріплень хозарами зернові ями були розширені й перетворені на камери для господарчих потреб.
На північній околиці плато окремою групою стоять кілька скельних брил, з вершин яких відкривається величний вид на весь район передгір'я, підступи до городища та балки, що огинають його. Тут розташовувалася одна з ділянок оборони — північний вартовий комплекс, у якому поєднані підземні та поверхневі споруди. На недоступну круту скелю зі сторожовою вежею вів широкий тунель із вирубаними у вапняковому масиві сходами; вхід був прихований у порослій чагарником розколині між двох брил. Сходи складалися з двох маршів і починалися дверима, що відчинялися всередину та зачинялися широким засувом. Праворуч від нижнього маршу сходів були вирубані невеликі печери з амбразурами та бійницями. Посередині верхнього маршу — вхід до просторої печери відпочинку вартових, у підлозі якої влаштовано глибоку ємність для води. На майданчику скелі збереглися вирубки та отвори під стояки парапетів і навіси: на цьому місці чергувала міська варта.
Однією з найцікавіших пам'яток підземного будівництва є унікальний облоговий колодязь, розміщений обік стіни східного урвища. Він був збудований у VI ст., під час створення фортеці, як важлива частина оборонної системи. У товщі скелі споруджені круті сходи з шести маршів, кожний з яких закінчується майданчиком з вікном, прорубаним у скелі. Близько 90 вапнякових сходинок приводять до водозбірника — 10-метрової каптажної галереї, до якої з покрівлі просочується вода. Імовірно, давні будівельники перехопили своєю виробкою невелике підземне джерело і зуміли точно розрахувати кути нахилу, напрямки та довжини сходових маршів, щоб дістати оптимальний доступ до води. Втім, скоріш за все, басейн-накопичувач у природній печері наповнювався карстовими водами та конденсатом. Кількість води, що накопичувалася, сягала 80 кубометрів (нею були залиті шостий та п'ятий марші сходів). Цей колодязь міг непрямо підтверджувати гіпотезу, що нині вважається застарілою, стосовно розташування на цьому місці фортеці Дорос: подібні споруди не були притаманні іншим відомим візантійським укріпленням періоду будівництва захисної лінії від набігів кочовиків у Середній гряді Криму. Колодязь був найважливішою частиною водозабезпечення міста; під час облог він залишався практично єдиним джерелом питної води, тому ретельно охоронявся — кімната для охоронців вирубана ліворуч від першого маршу сходів. Колодязь був знищений водночас із фортецею, але ним користувались до самого кінця життя на цьому місці. Виявлений 2-кілометровий керамічний водогін, що пролягав з півночі на південь від джерел сусіднього узгір'я Більдеран, навряд чи міг постачати водою Ескі-Кермен.
Загальна кількість підземних камер Ескі-Кермена — близько 400 (приблизно 350 вирубані у скелях у самому місті та близько 50 — поза його межами). Більшість з них з'явилася у XII—XIII ст. як господарські приміщення (кошари для худоби, склади, зернові ями, цистерни для води, льохи, підвали, виробничі приміщення). Невелика частина печер (15 %) виконувала оборонні (бойові каземати) або сакральні (усипальниці, храми, невеликі каплиці, що були парафіяльними храмами і споруджувалися зусиллями міської громади) функції.

## Сакральні споруди
Місто мало кілька великих печерних храмів, вирубаних у скелях у XII—XIII ст.; для підтримання виробленого простору також застосовувалися підпірні колони-цілики. На початку останнього маршу підйомної дороги знаходиться оригінальний печерний храм, висічений у формі трилисника. Храм розташований на другому ярусі, під ним вирубано велику печеру з трьома вхідними отворами (ймовірно, господарське приміщення). До комплексу храму входили висічені у шляху гробниці, знахідки з яких датовані X—XII ст. Храм біля міських воріт складається з двох приміщень — власне храму та кімнатки паламаря з маленьким віконцем. На вході до храму біля порогу вирізьблено неглибоку ванну з малюнком листка, від якої на вулицю веде стічний канал: тут омивали ноги перед входом до святого місця.
Найбільший печерний храм Ескі-Кермена — єпархіальний комплекс «Судилище», який складається з чотирьох умовних напівкіл, відокремлених одне від одного вирубаними в масиві скелі колонами (від деяких уціліли лише фундаменти). В центрі розташований вівтар, поряд —купіль для хрещення, що тріснула від зсуву гірських порід. У південній частині уздовж стіни висічено півколом ступінчасту лаву (співпрестолля) з єпископським кріслом посередині. У північній частині згруповані гробниці-усипальні, в яких покоїлися останки знатних городян. Уздовж урвища вирубані два бічні вівтарі, один з яких є крихітним храмом із правильно висіченою апсидою та престолом, що межує з північною стіною. Біля входу до малого храму в зовнішній стіні пробитий великий отвір до самої підлоги, за якою обрив близько 10 м. Раніше тут були міцні дерев'яні сходи, що дозволяли входити до цієї частини храму зі східного боку; це дозволяло правити водночас на обох вівтарях. Загальна площа храму складає близько 140 кв. м. У підлозі вирубані десять гробниць і дві зернові ями.
Одним з найчастіше відвідуваних є маленький військовий Храм Трьох Вершників (XII — початок XIII ст.), вирубаний у двох вапнякових брилах на південно-східному схилі поряд із пішохідною стежкою. У більшій брилі було споруджено вівтар і зроблено двоє дверей, у меншій брилі була ризниця. У плані храм має форму трилисника. Назву він отримав через розташовану на північній стіні єдину фреску, з зображенням трьох вершників у плащах, що розвіваються; середній вершник (вочевидь, Георгій Звитяжець) вражає списом змія-дракона, двоє інших тримають списи вістрями догори; за спиною одного з вершників, на крупі коня видно постать хлопчика. Внизу напис: «Викресані та написані святі мученики Христові для порятунку душі та відпущення гріхів, 12…». Ймовірно, фреска була написана на спомин серйозної битви; з часом вона зазнала сильних пошкоджень через вандалізм. У храмі вояки міста отримували благословення перед битвами та походами. У підлозі вирубані могили дорослої людини та дитини, які, вочевидь, були об'єктами поклоніння.
Вище у скелі вирубана невелика печера Успенської церкви (межа XIII-XIV ст.), що раніше мала господарське призначення: в ній залишилися зернова яма, чавильня винограду, поглиблення під піфоси та перегородки. Пізніше в східному кутку було влаштовано вівтар. У печері фрагментарно збереглися фрескові розписи, основний мотив яких — сцена Успіння Богородиці; храм отримав назву завдяки ним.
У верхів'ях Черкес-Керменської балки розташований печерний Храм Донаторів, фрески якого датуються кінцем XII — XIV ст. Свою назву він отримав через те, що на розписі, крім християнських мучеників, апостолів, сюжетів літургічного значення, зображені й світські особи (чоловік і жінка) в багатому вбранні. Дослідники вбачають у них донаторів — жертводавців, коштом яких храм було вирубано й розписано. Ці люди могли бути й господарями розташованої неподалік фортеці Киз-Куле. Загалом храми Ескі-Кермена рясніли фресками, які з плином часу істотно пошкодили вандали.
За результатами досліджень, у районі під'їзного шляху та міської брами існувало як мінімум 9 храмів; цей факт може свідчити про те, що Ескі-Кермен на певному етапі свого існування був також великим релігійним центром південно-західного Криму.

## Дослідження
Першим, хто зміг провести на Ескі-Кермені істотні розкопки, став завідувач наукової частини Центрального музею Тавриди М. Л. Ернст, котрий з 1921 р. спочатку працював особистим коштом. Влітку 1925 і 1926 р. він керував експедиціями учнів обласної дослідно-взірцевої школи (Сімферополь). Першим вжив заходів з охорони городища, звернувшись по допомогу до місцевої Біюк-Каральозької сільради. Поступово Ернст був відсторонений від праці, а в 1938 р. засуджений за «шпигунство на користь Німеччини та германофільську пропаганду в кримознавстві»: такі підозри були висунуті через контакти з німецькими колегами, котрі цікавилися історією кримських готів. Майже всі його матеріали зникли; щойно опинившись на волі, він знову був заарештований, після чого відправлений на спецпоселення до Кемеровської області, де помер у 1956 р. від інфаркту. Ще наприкінці 1920-х — на початку 1930-х рр. перед дослідниками постало завдання: довести, що кримські готи не мали жодного зв'язку з німецькими та балтійськими племенами. В 1950-60-х рр. офіційна радянська історіографія фактично наклала заборону на дослідження «готського питання» в Криму, які в академічному вигляді відновилися лише у 1970-80-ті рр.
Водночас із Ернстом, у 1924—1927 рр. археологічні дослідження Ескі-Кермена проводили співробітники Севастопольського музею краєзнавства; матеріали не були видані цілком і загинули під час ІІ світової війни, частково збереглися у вигляді копій в архіві Бахчисарайського історико-культурного заповідника. У 1927 г. в археологічних дослідженнях Ескі-Кермена взяли участь Центральні державні реставраційні майстерні (Москва).
Пік досліджень Ескі-Кермена припав на період політичних репресій у СССР та становлення й розквіт новітньої парадигми «історії матеріальної культури», для якої «не існувало» пам'яток сакральної архітектури. На той час вчені старої академічної традиції під різними приводами витискалися з наукової спільноти; дехто з них був ув'язнений або фізично знищений. У 1928—1934, 1936—1937 та 1939 рр. на Ескі-Кермені були проведені широкомасштабні археологічні розкопки та розвідки експедиції Головнауки під керівництвом М. І. Рєпнікова та радянсько-американської експедиції Державної Академії історії матеріальної культури (Ленінград), Державного Історичного музею (Москва) та Музею Пенсильванського університету (Філадельфія) під керівництвом Ф. І. Шмідта. Тоді було відкрито підйомний шлях, який став візитівкою городища, тарапани (чавильні вина) на східній околиці, «57 комплекс» із могилами та кісткотеками на західній околиці, досліджені фрески у храмах Трьох Вершників та Успіння, було очищене джерело у балці Більдеран і знайдено водогін, який, за припущеннями, живив місто, віднайдено поховання VIII—IX ст. на південному схилі від міста. Наприкінці 1930-х рр. експедицію було згорнуто, а багатьох її учасників заарештовано — в тому числі й Шмідта, який був оголошений «ворогом народу» й загинув у ГУЛАГу. Після розгрому експедиції загинули всі відкриття 1930-х рр. У 1940 р. помер Рєпніков, так і не опублікувавши більшості результатів своїх праць. У різні періоди до експедицій долучалися: Центральні державні реставраційні майстерні (Москва), Музей антропології та етнографії АН СРСР (Ленінград), Севастопольське музейне об'єднання.
У 1938 р. територію Ескі-Кермена було оголошено заповідником і передано до складу Бахчисарайського заповідника.
У 1978—1982 рр. експедиція Інституту Археології АН УРСР та Кримського обласного краєзнавчого музею продовжила вивчення некрополя (О. І. Айбабін, 1978—1982 рр.) та городища (О. О. Паршина, 1979—1981 рр.). Також під час археологічних розкопок 1928—1934, 1936—1937 та 1978—1982 рр. предметом дослідження були палеоантропологічні матеріали.
У 2003—2004 рр. дослідження проводилися Кримським відділенням Інституту сходознавства НАН України під керівництвом О. І. Айбабіна.
У 2003—2012 рр. Кримське відділення Інституту сходознавства (КВІС) ім. А. Ю. Кримського НАНУ та Центральний Римсько-Німецький центральний музей (м. Майнц, Німеччина) під керівництвом директорів установ, професорів О. І. Айбабіна та Ф. Дайма виконували проект «Готи в Криму»: українські та німецькі дослідники проводили міждисциплінарні дослідження на плато Ескі-Кермен і Мангуп, а також у некрополі села Лучисте. Крім розкопок, виконувалися високоефективні дистанційні та геофізичні дослідження.

## Нормативні акти
Згідно з постановою Кабінету Міністрів України № 1761 від 27.12.2001 р., городище і могильник Ескі-Кермен були зараховані до Державного реєстру нерухомих пам'яток України як пам'ятки археології раннього та розвинутого середньовіччя.
У 2012 р. Ескі-Кермен було включено до попереднього списку всесвітньої спадщини ЮНЕСКО; пам'ятка є кандидатом у номінації «Культурний ландшафт „печерних міст“ Кримської Готії»
25 червня 2020 р. Кабінет Міністрів України постановою № 518 вніс вежу Киз-Куле та руїни міста Ескі-Кермен (охоронні №/№ 010088 і 010089 відповідно) до Державного реєстру нерухомих пам'яток України як об'єкти культурної спадщини національного значення. Цим документом зазначені пам'ятки були виключені зі списку пам'яток архітектури Української РСР, що перебувають під охороною держави, затвердженого постановою Ради Міністрів Української РСР від 24 серпня 1963 р. № 970 «Про впорядкування справи обліку та охорони пам'ятників архітектури на території Української РСР» (ЗП УРСР, 1963 р., № 8, ст. 76; 1979 р., № 10, ст. 71).

## Заросійської окупації Криму
4 серпня 2014 р. розпорядженням уряду РФ було створено «Кримський федеральний університет ім. В. І. Вернадського», до складу якого було включено КВІС НАНУ, перетворене на «Науково-дослідницький центр історії та археології Криму».
Після російської окупації Криму археологічні дослідження на плато Ескі-Кермен у липні 2015 г. провела експедиція «Науково-дослідницького центру історії та археології Криму Кримського федерального університету імені В. І. Вернадського» під керівництвом Е. А. Хайредінової; роботи проводилися в рамках підтриманого грантом Російського гуманітарного наукового фонду наукового проекту «Археологічні дослідження візантійського міста на плато Ескі-Кермен (VI—XIII ст.)» (№ 15-01-18025, керівник — О. І. Айбабін) та відповідно до державного завдання Міністерства освіти і науки РФ за темою наукових досліджень «Етнокультурні процеси в Криму за античності, середньовіччя та нових часів» (2015—2017 рр.).  [Архівовано 21 травня 2017 у Wayback Machine.] Розпорядженням Уряду РФ № 2073-р від 17 жовтня 2015 р. руїни «печерного міста» разом з іншими кримськими пам'ятками старовини були зараховані до об'єктів культурної спадщини федерального значення, включених до єдиного державного реєстру об'єктів культурної спадщини (пам'яток історії та культури) народів РФ.
Влітку 2019 р. на Ескі-Кермені дослідники під час розкопок виявили залишки прямокутного християнського храму, ймовірно, спорудженого візантійцями у Х — наприкінці XIII ст.: добре збережені кам'яну кладку в метр заввишки, викладену плитами підлогу, гробницю з останками містян та фрагменти фресок із розписом було законсервовано. Ця знахідка дала можливість виводити припущення про зв'язки Ескі-Кермена з Херсонесом. Унікальність пам'ятки полягає також у тому, що на її стінах збереглися фрагменти поліхромного розпису, який раніше траплявся лише в печерних храмах.
У січні 2020 р. «директор НДЦ історії та археології Криму КФУ ім. В. І. Вернадського» Олександр Айбабін під час прес-конференції заявив, що Ескі-Кермен може стати повноцінним туристичним об'єктом після реставрації та консервації будівельних залишків, за прикладом Херсонеса. Він додав, що у 2020 р. археологи планують продовжити дослідження знайденого влітку 2019 р. храму, розпочати розкопки прилеглих будівель і знайти центральну резиденцію: кошти на роботи надали Бахчисарайський заповідник і Російський фонд фундаментальних досліджень. Також Айбабін розповів, що в одному з жіночих поховань на Ескі-Кермені було знайдено стилос для письма, покладений до могили як одну з особистих речей небіжчиці: ця знахідка свідчить про високу культуру мешканців міста.
Наприкінці серпня 2020 р. Олександр Айбабін оголосив, що на городищі Ескі-Кермен виявлено центральну площу: за його словами, подібне відкриття є першим для "печерних міст" гірського Криму. За його словами, розташована перед базилікою площа була обгороджена великими кам'яними блоками приблизно по два метри завдовжки та забрукована плитами. Під час розкопок були знайдені численні фрагменти тарної та кухонної кераміки (серед них вирізняється бронзова тарілка, внутрішня частина якої була вкрита рослинним орнаментом), уламки черепиці, бронзові прикраси та аксесуари одягу, а також залізні знаряддя праці. Також Айбабін розповів, що отримані нові дані змінюють уявлення про культурний об'єкт: зокрема, він зазначив, що Ескі-Кермен становив собою повноцінне візантійське середньовічне місто з вулицями майже 5 м завширшки, що для того часу було тотожне великому проспектові.

## Галерея

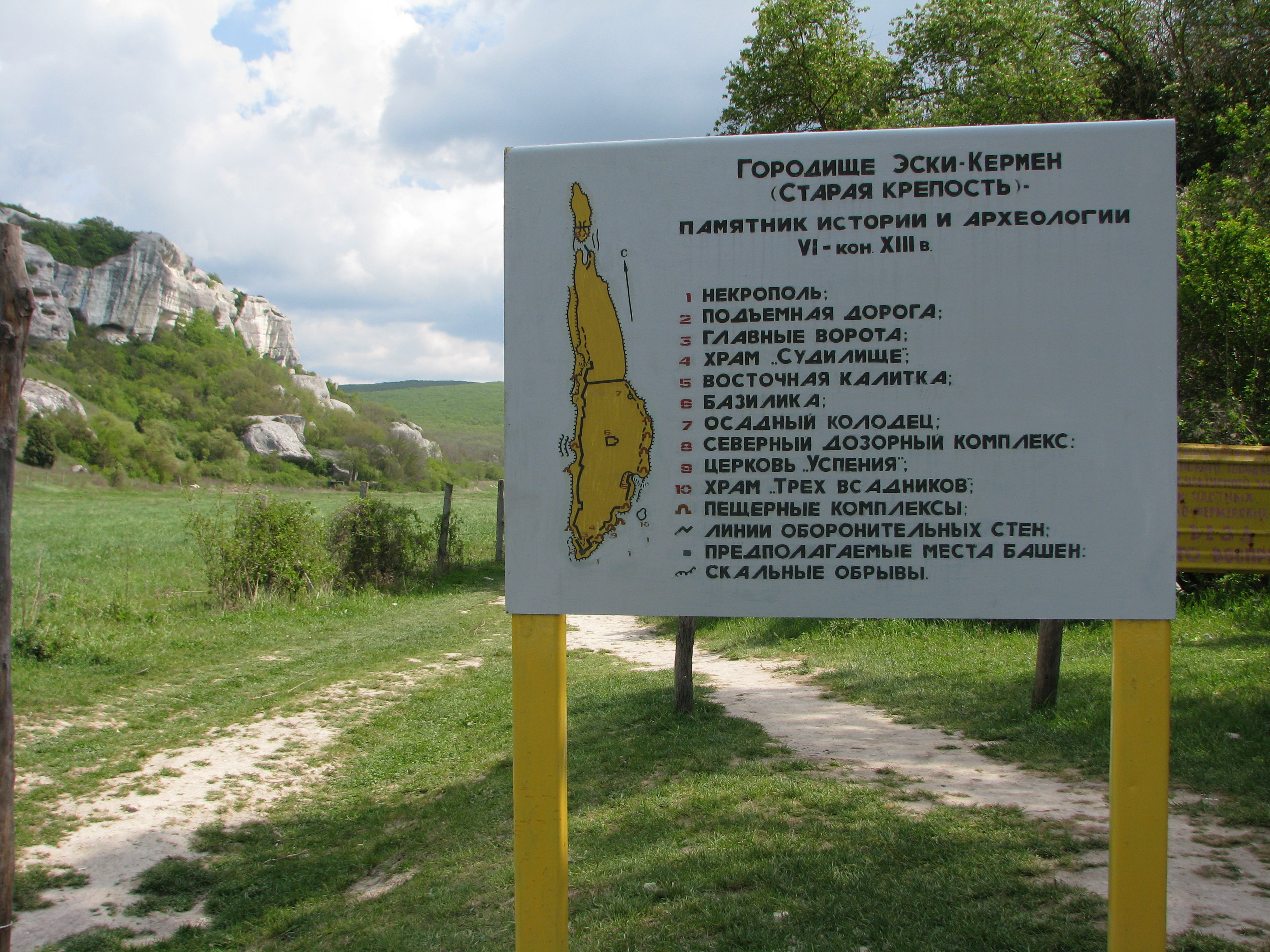
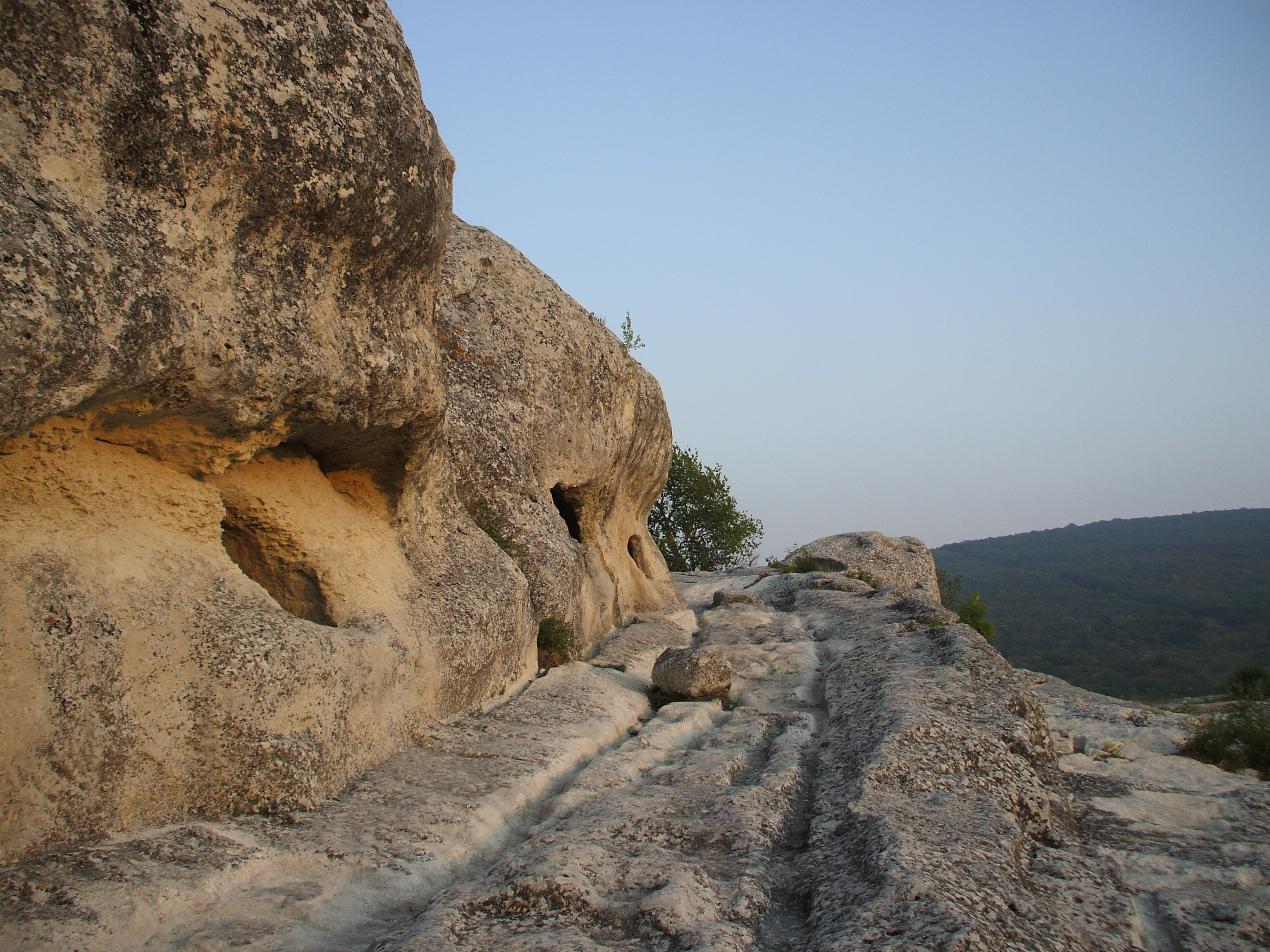
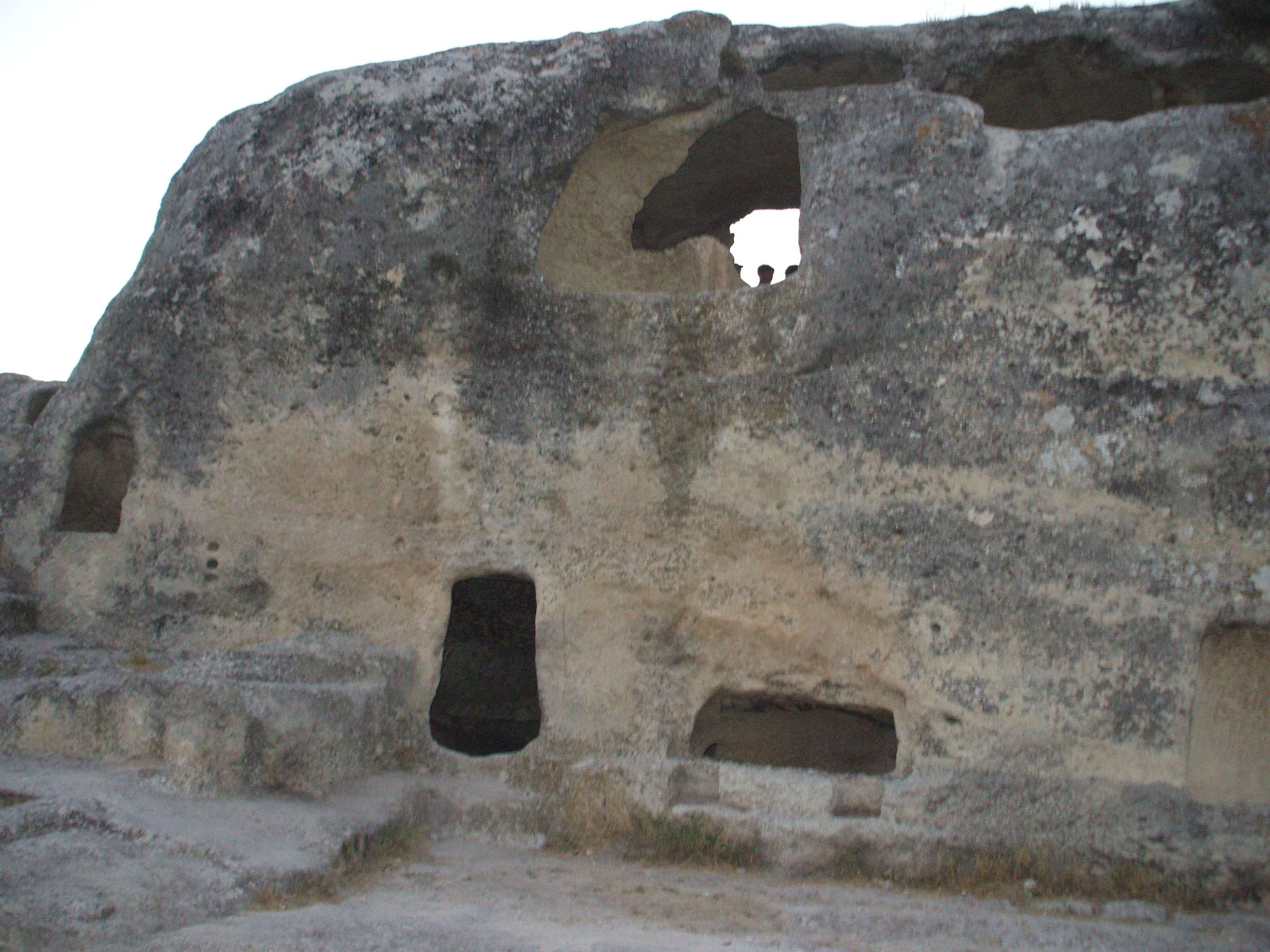
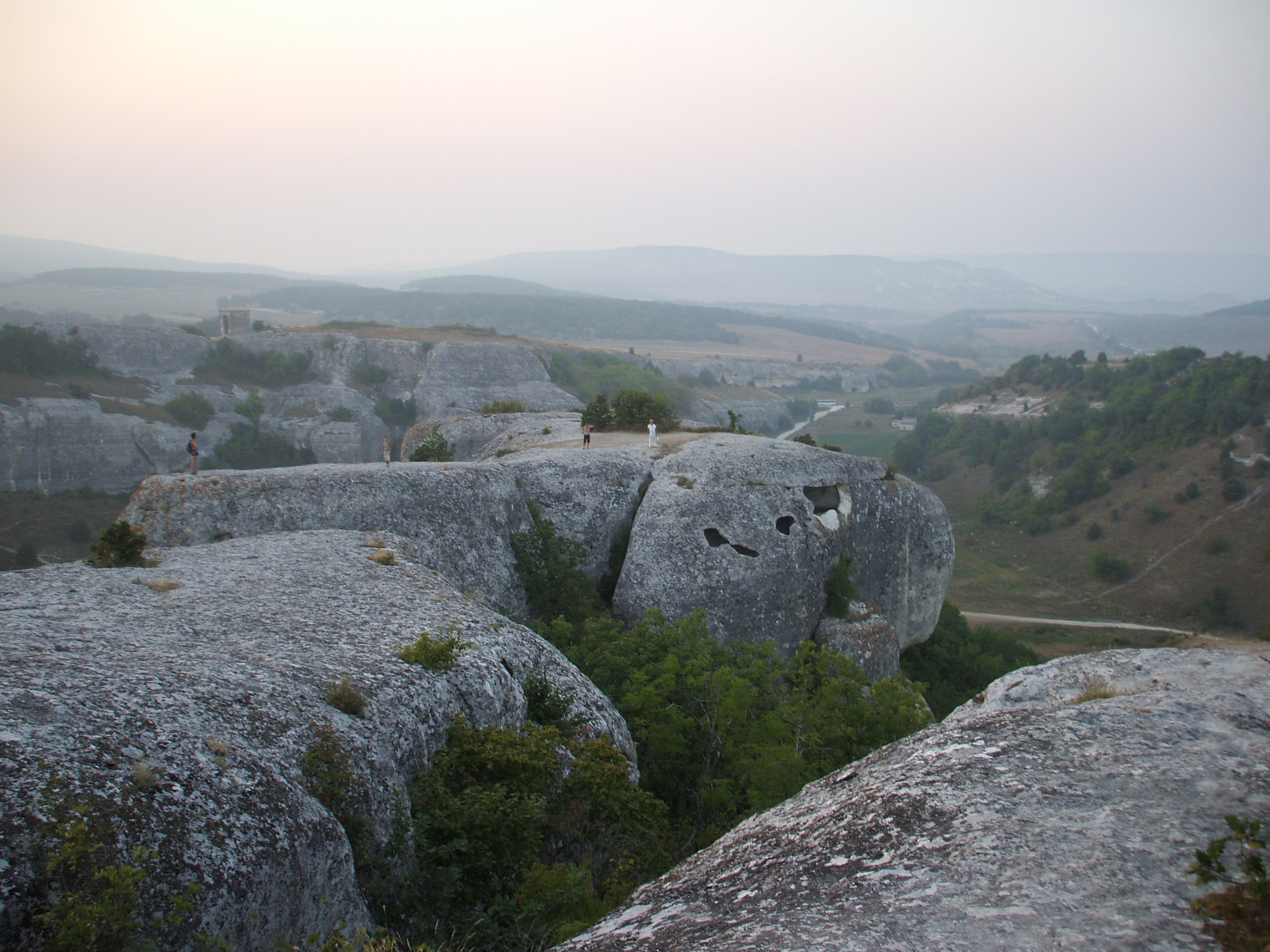
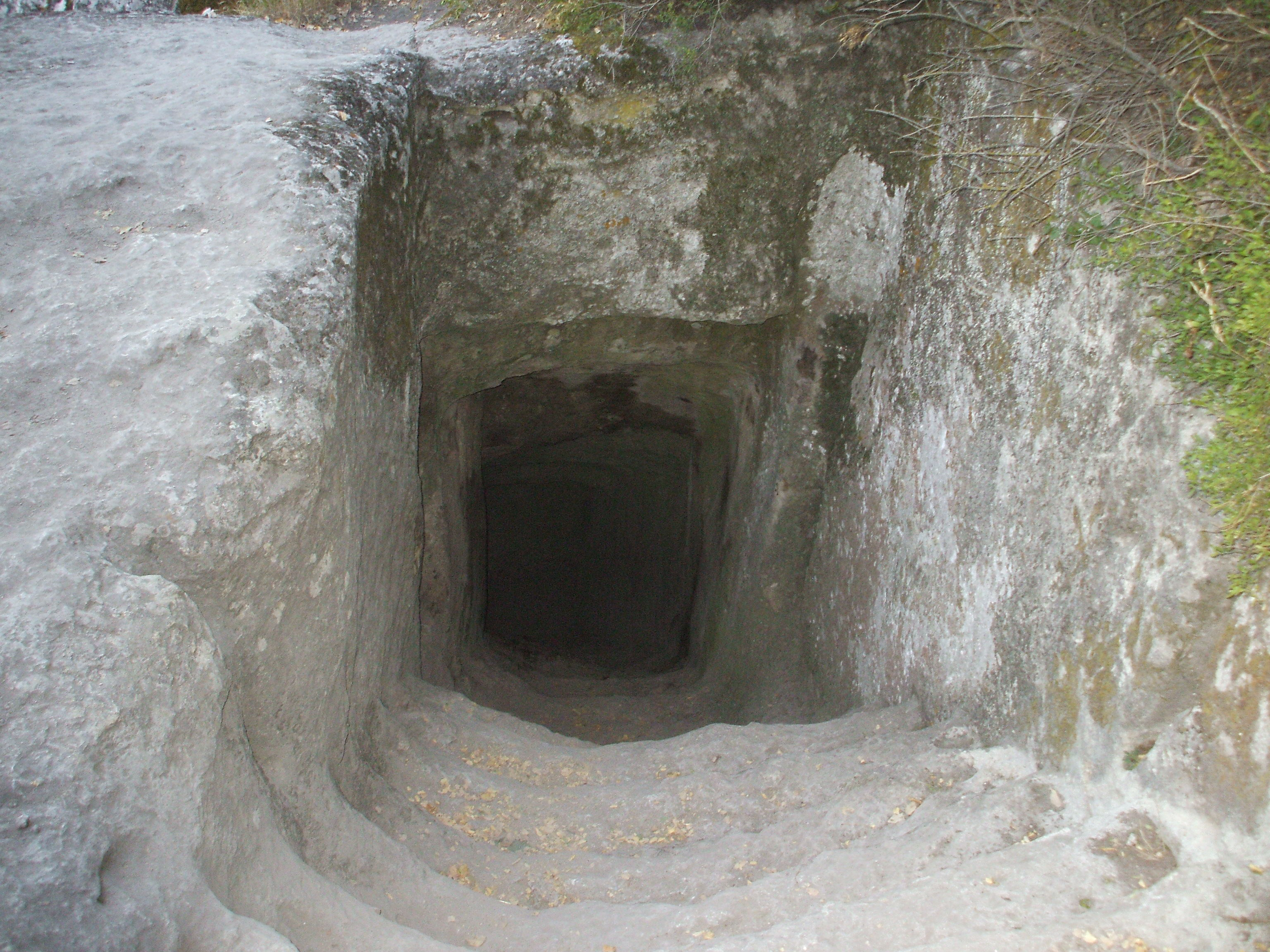